# NGC 626
NGC 626 est une très vaste galaxie spirale barrée située dans la constellation du Sculpteur. NGC 626 a été découverte par l'astronome britannique John Herschel en 1834.

## Caractéristiques
Sa vitesse par rapport au fond diffus cosmologique est de 5 475 ± 16 km/s, ce qui correspond à une distance de Hubble de 80,8 ± 5,7 Mpc (∼264 millions d'al).
La classe de luminosité de NGC 626 est III et elle présente une large raie HI.
En raison d'une brillance de surface égale à 14,13 mag/am2, on peut qualifier NGC 626 de galaxie à faible brillance de surface (LSB en anglais pour low surface brightness). Les galaxies LSB sont des galaxies diffuses (D) avec une brillance de surface inférieure de moins d'une magnitude à celle du ciel nocturne ambiant.